# 直海站
直海站（日语：／ Nomi eki */?）是位於石川縣羽咋郡志賀町直海，北陸鐵道能登線的鐵路車站（廢站）。
此站是北陸鐵道合併後的1950年（昭和25年）才啟用，在能登鐵道延長至三明超過20年後才開設。

## 歷史
- 1950年（昭和25年）4月11日：北陸鐵道開設此站[1]
- 1972年（昭和47年）6月25日：能登線全線廢除，此站也被廢除[1]。

## 車站構造
此站是地面車站（無人車站），設有1面1線的單式月台。

## 現狀
路軌遺址變成單車徑。車站遺址設置了直海巴士站。

## 相鄰車站
北陸鐵道
能登線
米町－直海－三明

## 注腳
1. 1 2  今尾惠介. . 日本: 新潮社. 2008年10月18日: 32. ISBN 9784107900241.

## 相關項目
- 日本鐵路車站列表 No